# Óvár (Kolozsvár)

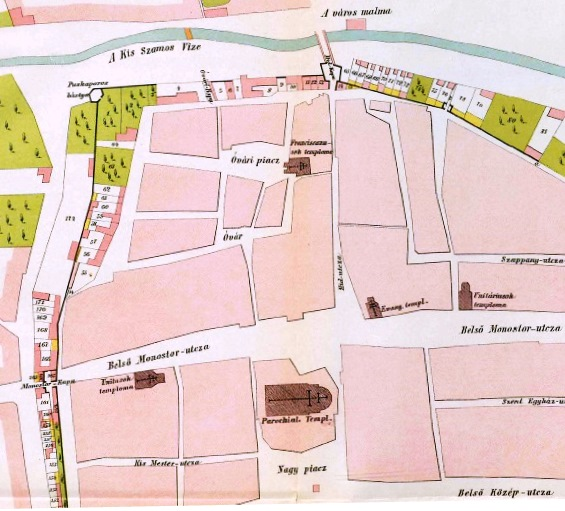
Az Óvárt is tartalmazó térképrészlet 1831-ből

Az Óvár Kolozsvár legrégebbi része, amely a belváros északnyugati részén helyezkedik el. Az Óvár (vetus castrum) megnevezés a 15.  századtól kezdve jelent meg a dokumentumokban, miután a város új erődítését 1405-től kezdték el építeni.

## Fekvése
A négyszög alakú, mintegy hét hektárnyi területet az első középkori várfal határolja, amelynek egyes maradványai ma is láthatóak. Délen a határt a Fő tér és Unió utca északi házai képezik 301 méter hosszan, nyugaton a Bartha Miklós utca (223 méter), északon a Malomárok (250 méter), keleten a Híd utca nyugati házai (197 méter). A Fő tér irányából a Mátyás király utcán át közelíthető meg.

## Közigazgatás
A 16. században a város öt fertályból állt; az Óvári fertályhoz tartoztak az Óvár területén található utcák, valamint a Fő tér (Nagypiac) északi házsora, a Híd utca nyugati házsora, valamint Hídelve.
A 19. század közepén a város tizenkét tizedből állt; az Óvári tizedhez tartoztak a Ser, Víz, Kenyér, Klastrom, Torony, Kandia, Szentlélek, Bástya és Híd utcák, az óvári Kispiac, illetve a Fő tér északi házsora.
A 2016-ban érvényes közigazgatási beosztás szerint az Óvár a központi városnegyedben (Cartierul Centru) található.

## Utcái és terei
| Magyar megnevezések                                              | Román megnevezések                                                                      | Irányítószám |
| ---------------------------------------------------------------- | --------------------------------------------------------------------------------------- | ------------ |
| Bástya utca                                                      | Str. General Gherescu, Str. Bastionului, Str. Emil Isac, Str. Constantin Daicoviciu     | 400020       |
| Ferencrendiek utcája, Sikátor, Barát utca                        | Str. Franciscanilor, Str. Săvinești, Str. Victor Deleu                                  | 400112       |
| Izabella utca, Kis utca                                          | Str. Izabella, Str. Andrey Ady, Str. Păcii, Str. Marcel Cachin, Str. Georges Clemenceau | 400021       |
| Kandia utca, Kinizsi utca                                        | Str. Paul Chinezu                                                                       | 400021       |
| Karolina tér, kispiac, óvári kispiac                             | Piața Carolina, Piața Dimitrov, Piața Muzeului                                          | 400019       |
| Kenyér utca, Napoca utca, Báthori utca                           | Str. Pâinei, Str. Consiliul Național, Str. Poștei, Str. Octavian Petrovici              | 400018       |
| Klastrom utca                                                    | Str. Claustrului, Str. Abatele Zavoral, Str. Agnita, Str. Vasile Goldiș                 | 400112       |
| Kornis utca, Híd utca szorosa, Óvárra menő sikátor, Óvári szoros | Str. General Neculcea, Str. Émile Zola                                                  | 400112       |
| Mátyás király utca                                               | Str. Regele Matia, Str. Matia, Str. Matei Corvin                                        | 400112       |
| Ser utca, Sör utca, Sörház utca                                  | nincs: 1920 után összevonva a Kenyér utcával                                            |              |
| Szentlélek utca, Fadrusz János utca                              | Str. N. Filipescu, Str. Petroșeni, Str. Petroșani, Str. Virgil Fulicea                  | 400022       |
| Torony utca, Bocskai utca                                        | Str. Ion Radu, Str. Toplița, Strada Sextil Pușcariu                                     | 400111       |
| Víz utca, Teleki Pál utca                                        | Str. Șuluțiu, Str. Roosevelt                                                            | 400021       |

## Története

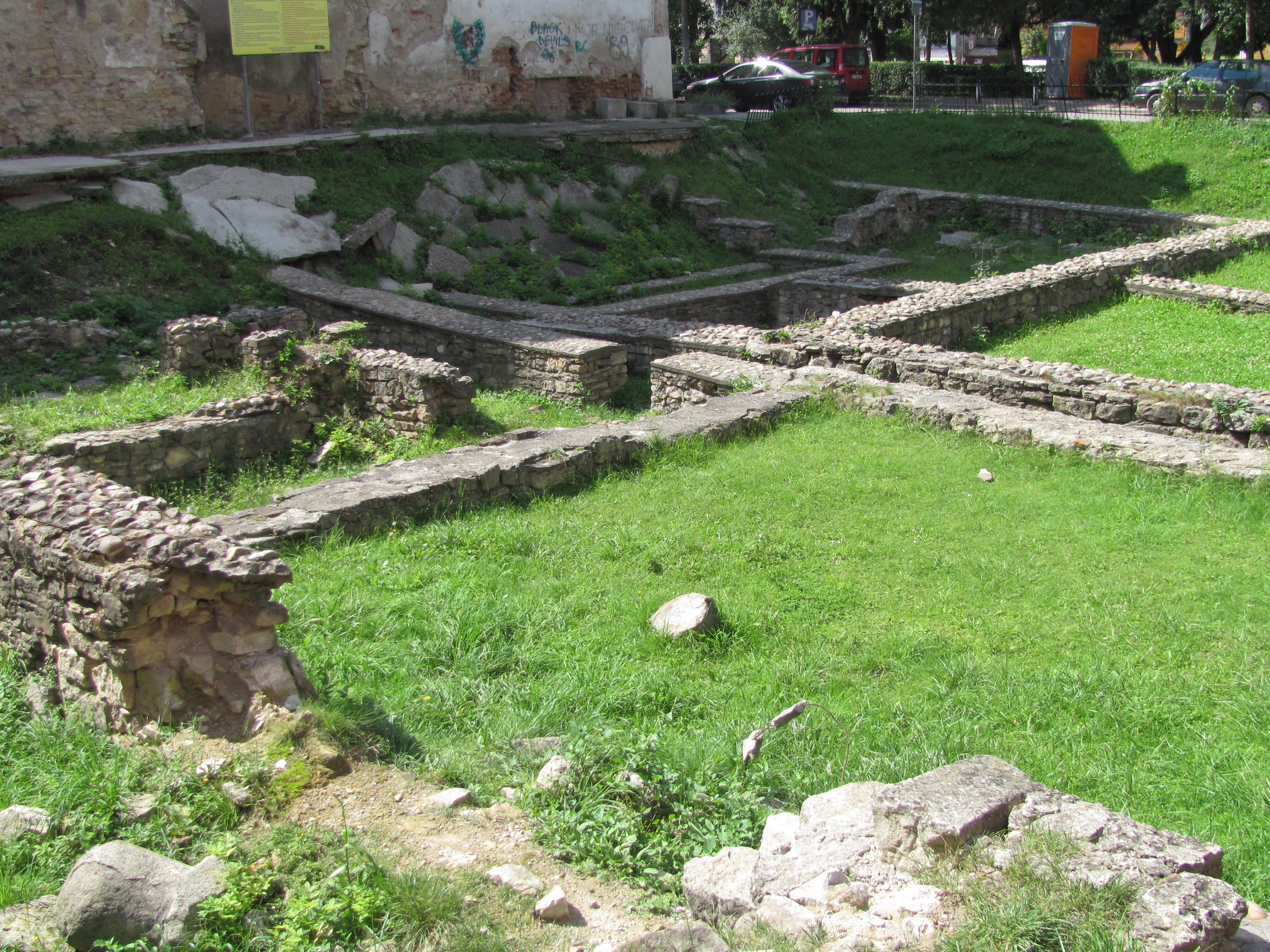
Régészeti feltárás a ferences kolostorral szemben

A Karolina téren illetve a ferences kolostorral szemben folytatott ásatások szerint az egykori római település (Napoca) északnyugati sarka az Óvár területén volt; a középkori várfalakat részben a római falmaradványokra építették rá. A régészeti feltárások alapján az is valószínűsíthető, hogy a magyarok már a honfoglalás korában letelepedtek itt.
A történettudomány korábbi álláspontja szerint Kolozs vára, vagyis az ispánság központja az Óvárban volt; az 1970-es években a kolozsmonostori apátság területén végzett feltárások óta azonban Kolozs várát a kolozsmonostori sáncvárral azonosítják. Benkő Elek feltételezése szerint a 11–12. század fordulóján a várispánságot Kolozsmonostorról az Óvárba költöztették, de az elmélete ellen szól az, hogy az Óvár területén nem találtak 11. századi erődítésre utaló nyomokat. Más vélemény szerint az Óvár átfogó feltárásának, illetve a már megtörtént feltárások közlésének hiányában az óvári várispánság létezésének kérdése nem eldönthető.
Az Óvár részben ma is látható falait szász hospesek építették fel a tatárjárás után, a 13. század második felében. A négyszögletű területet határoló falak négy sarkán egy-egy bástya állt; a várfalak előtt a déli és a délkeleti oldalon vizesárok biztosította a védelmet. Az építkezésnél gyakran használtak római kori faragott köveket és téglákat. Annak ellenére, hogy várvédelmi megfontolásból tilos volt a várfalhoz épületeket ragasztani, ezt a szabályt az Óvárban különösen gyakran megszegték, így a városi tanácsnak kellett intézkednie az ilyen épületek lebontásáról.
A falak maradványai megtalálhatók az Unió utca északi házsorának tűzfalaiban, a Malom utcában a Műszaki Egyetem alagsorában, a Bartha Miklós utcában, a George Barițiu Főgimnázium udvarán, a Híd utca 7., 23., 25. számú házak udvarán, a Torony utca 8–10. számú házak udvarán, a Ferenc-rendi templom sekrestyéje mögött, illetve a Szentlélek utca 1., 3., 21., 23. számú telkeinek végében. 1967-ben, a telefonpalota építésekor az Óvár északi falának 13 méternyi darabját ásták ki. 2001-ben Bocskai István szülőházának (Mátyás király utca 4.) pincéjében a régészeti ásatások a várfal alapozását tárták fel. A négy torony közül három beépült az újabb várba, a negyedik a város tömlöce lett, ahol tizennyolc rabot tudtak elhelyezni. Utóbbit Torony néven ismerik, és ez a város legrégebbi épülete, egyben a román kori építészet egyetlen fennmaradt kolozsvári emléke, a Fő tér 25. számú házának udvarán látható.
Azon a helyen, ahol a ferences templom áll, épült fel a város első temploma a 11. század végén vagy a 12. század elején. A tatárjárás után, valószínűleg 1260–1290 között ugyanide épült a város plébániatemploma, amelyet 1390 körül a Domonkos-rendiek kaptak meg. Az épületet 1442-ben átalakították, és hozzáépítették a kolostort. Utóbb a kolostorban a protestánssá vált város iskolája kapott helyet, amely 1693-ban a jezsuita rend birtokába került.

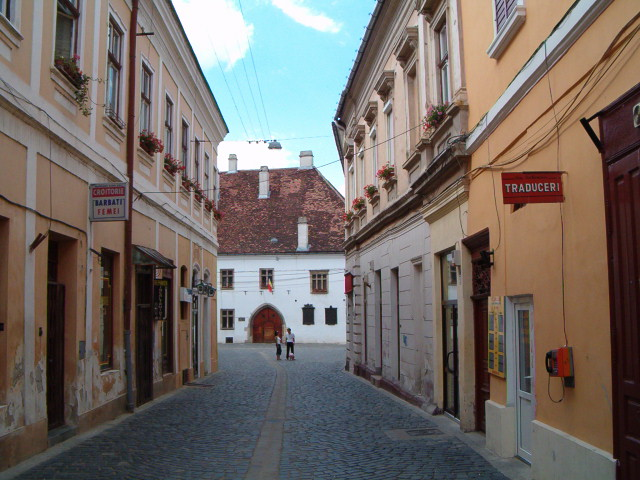
Mátyás király utca

Az Óvár lakossága a 15. század közepén még szinte kizárólag szászokból állt. Szász volt az a Méhffi Jakab, akinek a házában Hunyadi Mátyás született, és szintén szász volt az Óvárban nyomdát működtető Heltai Gáspár. 1568-ban a magyar polgárok panaszt tettek a fejedelemnél, hogy „az Óvár a szászoké, s a magyart onnan kirekesztik.” A 17. században az óvári háztulajdonosok többsége még mindig szász nemzetiségű volt. Az óvári szászok majorjai és kertjei a Hídelvén, szőlőik pedig a Kőmálon helyezkedtek el.
A város virágkorában, a 16. század második felében az Óvár eredetileg gótikus házai közül több is reneszánsz díszítést kapott, így például a (ma már nem létező) úgynevezett Basta-ház, az Izabella utca 5. számú ház, illetve a Mátyás király utcai Rodner-ház. Szamosközy István szerint a 16–17. század fordulóján az Óvárban többségében új házak álltak;  viszont még a 17. században is találhatóak voltak szerényebb gerendaházak a negyedben.
A Habsburg-uralom kezdetén, 1700–1715 között lebontották az óvári kaputornyot, helyére a katonaság sütödéje került. Amikor 1790-ben Kolozsvár az Erdélyi Főkormányszék székhelyévé vált, és az 1798-as tűzvészt követően a városban új lendületet kaptak az építkezések, elkezdődött a várfalak bontása, részben a hely felszabadítása, részben pedig az építőanyag hasznosítása végett. Az Óvár délnyugati saroktornyát (a Kandia utcai bástyát) 1796-ban, az északnyugati bástya helyén épült Ötvösök tornyát 1858-ban bontották el.
A 18. században épült a kispiac északkeleti részén a ferences harmadik rendi nővérek Szent Erzsébet-klastroma; 1787-ben az épületben kórházat rendeztek be. Az Óvár kikövezése 1794-ben kezdődött, de a munkálatok csak 1822-ben fejeződtek be. A közvilágítás 1827-ben készült el. 1837-ben a Klastrom utcai Tauffer-házak egyikében megnyílt a Polgári Társalkodó Egylet, a Nemzeti Kaszinó elődje. 1851–1876 között a Mikes-házban szülőotthon működött, 1865-ben Tauffer Gyula fényképészeti műtermet nyitott a Mátyás király utcai Tauffer-házban. 1870-ben a postahivatal a Biasini-szállodából az óvári Eppel-házba költözött át.
1881-ben a kispiacon megszüntették a zsibvásárt, és Pákey Lajos tervei alapján parkot létesítettek. A Karolina-oszlopot 1899 tavaszán költöztették át a Fő térről
A Torony utca végén, az 1936-ban lebontott 18. századi Bornemisza-ház helyén telefonközpont épült; ezt a második világháború során 1944. október 9-én felrobbantották.

## Műemlékei
Az Óvár teljes egészében a műemléknek nyilvánított történelmi városközpontban található, amely a romániai műemlékek jegyzékében a CJ-II-a-A-07244 sorszámon szerepel. Ezen túlmenően, az alábbi tételek külön sorszámon is szerepelnek a jegyzékben:
| Cím | Kép | Megnevezés                                      | Építés dátuma | Műemlék kódja    |
| --- | --- | ----------------------------------------------- | ------------- | ---------------- |
| Bástya utca 1. |     | Kőváry-ház                                      | 19. század    | CJ-II-m-B-07300  |
| Bástya utca 3. |     | Schläger-ház                                    | 18–19. század | CJ-II-m-B-07301  |
| Bástya utca 5. |     | Juhász-ház                                      | 18–19. század | CJ-II-m-B-07302  |
| Bástya utca 15. |     | Műszaki Egyetem (Kereskedelmi Akadémia)         | 1887          | CJ-II-m-B-07303  |
| Ferencrendiek utcája és Caragiale-park sarka |     | Ókori és középkori épületromok                  |               | CJ-I-s-B-06921   |
| Ferencrendiek utcája 2–4.; Híd utca 7.,23–25.; Bocskai utca 8–10.; Fő tér 25.; Mátyás király utca 4.; Szentlélek utca 1., 3., 21–23.; Kinizsi Pál utca 5.; Bartha Miklós utca 10.; Malom utca 25. |     | A középkori város első városfalának maradványai | 1260–1316     | CJ-II-a-A-07241  |
| Ferencrendiek utcája 2–4. |     | Ferences kolostor                               | 15–18. század | CJ-II-a-A-07305  |
| Karolina tér |     | Karolina-oszlop                                 | 1831          | CJ-III-m-B-07816 |
| Karolina tér 4. |     | Mikes-ház                                       | 18. század    | CJ-II-m-B-07434  |
| Karolina tér 5. |     | A Basta-ház telkén álló épület                  | 17. század    | CJ-II-m-B-07435  |
| Kornis utca 1. és Híd utca 15. |     | Dermata-bérház                                  | 20. század    | CJ-II-m-B-07505  |
| Kornis utca 4. |     | Régi pénzverde                                  | 1608          | CJ-II-m-B-07506  |
| Mátyás király utca 1. és Unió utca 2. |     | Apor-ház                                        | 18. század    | CJ-II-m-B-07389  |
| Mátyás király utca 2. és Fő tér 18. |     | Tauffer-ház                                     |               | CJ-II-m-B-07390  |
| Mátyás király utca 3. |     | Rodner Lukács-ház                               | 15–19. század | CJ-II-m-B-07391  |
| Mátyás király utca 4. |     | Bocskai István szülőháza                        | 16–19. század | CJ-II-m-B-07392  |
| Mátyás király utca 6. |     | Mátyás király szülőháza                         | 15–18. század | CJ-II-m-B-07393  |
| Torony utca 1–3. |     | Tauffer-házak                                   | 1820          | CJ-II-m-B-07466  |
| Torony utca 5. |     | Guth-ház                                        | 1796          | CJ-II-m-B-07467  |
| Torony utca 10. |     | Volt Szent-Erzsébet-kórház                      | 18. század    | CJ-II-m-B-07468  |
| Víz utca 2. |     | Szigeti-ház                                     | 16–19. század | CJ-II-m-B-07457  |
| Víz utca 8. |     | Ioan Piuariu-Molnar lakóháza                    | 19. század    | CJ-IV-m-B-07853  |

## Egyéb nevezetes épületek
| Cím                | Kép | Megnevezés                                   | Építés dátuma    |
| ------------------ | --- | -------------------------------------------- | ---------------- |
| Bástya utca 2.     |     | Történelmi Múzeum (Petrichevich–Horváth-ház) | 19. század eleje |
| Szentlélek utca 6. |     | Reményik-ház                                 | 1890-es évek     |